# Dudekemia prolifica
Dudekemia prolifica är en rundmaskart som beskrevs av James Bowie 1986. Dudekemia prolifica ingår i släktet Dudekemia och familjen Rhigonematidae. Inga underarter finns listade i Catalogue of Life.